# 卡萨诺瓦莱罗内
卡萨诺瓦莱罗内（義大利語：Casanova Lerrone），是意大利萨沃纳省的一个市镇。总面积24.3平方公里，人口777人，人口密度32.0人/平方公里（2009年）。ISTAT代码为009019。